# Лозова (Ізюмський район)
Лозова́ — село в Україні, у Борівській селищній громаді Ізюмського району Харківської області. Населення села евакуйоване. До 2020 орган місцевого самоврядування — Богуславська сільська рада.

## Географія
Село Лозова знаходиться біля витоків річки Лозова, яка через 11 км впадає в Оскільське водосховище (річка Оскіл). Село витягнуто вздовж річки на ~ 4 км. Найближчі залізничні станції за 12 км — Імені Олега Крючкова та Сенькове.

## Історія
- 1781 — дата першої згадки про село[1].
- Село постраждало внаслідок геноциду українського народу, проведеного урядом СССР в 1932—1933 роках, кількість встановлених жертв в Богуславці, Загризовому і Лозовій — 290 людей[2].
- 12 червня 2020 року, відповідно до Розпорядження Кабінету Міністрів України № 725-р «Про визначення адміністративних центрів та затвердження територій територіальних громад Харківської області», увійшло до складу Борівської селищної громади.[3]
- 19 липня 2020 року, в результаті адміністративно-територіальної реформи та ліквідації Борівського району, увійшло до складу Ізюмського району Харківської області[4].

## Населення

### Мова
Розподіл населення за рідною мовою за даними перепису 2001 року:
| Мова       | Кількість | Відсоток |
| ---------- | --------- | -------- |
| українська | 117       | 82.98%   |
| російська  | 14        | 17.02%   |
| Усього     | 131       | 100%     |

## Економіка
- В селі є молочно-товарна ферма.

## Відомі люди
Розквас Петро Сергійович (11 липня 1993, смт. Базалія - 13 вересня 2023, с. Лозова Ізюмського р-ну) —український військовослужбовець, учасник російсько-української війни.